# Qemal Stafa
Qemal Stafa (Elbasan, 20 de marzo de 1920 - Tirana, 5 de mayo de 1942) fue un político albanés, miembro fundador del Partido Comunista de Albania y líder de su sección juvenil durante la Segunda Guerra Mundial.

## Biografía
Nació en Elbasan en 1920 y pasó la infancia en Shkodër porque su padre, un militar del ejército albanés, había sido destinado allí como jefe de reclutamiento. Cursó la educación básica en un colegio de los jesuitas, y tras la nacionalización de las escuelas pasó a un instituto público. Con la muerte de su padre cuando él tenía 16 años, la familia se trasladó a Tirana y completó la educación superior en el Liceo de la capital.
Desde joven mostró interés por la política. Cuando aún era estudiante formó parte de un grupo comunista en Shkodër. En febrero de 1939 fue condenado en un juicio sumarísimo a tres años de cárcel por propaganda contra la monarquía de Zog I, aunque solo cumplió dos meses porque quedó en libertad tras la invasión italiana de Albania. Durante esa etapa mantuvo una militancia partisana en la clandestinidad, que compaginó con artículos en el diario Fashizmi.
En 1941 fue uno de los miembros fundadores del Partido Comunista de Albania, en representación de la delegación de Tirana a la que también pertenecía Enver Hoxha. Durante la Segunda Guerra Mundial fue líder de la sección juvenil y contribuyó en la difusión de propaganda por la resistencia albanesa contra la ocupación italiana.
Debido a su militancia partisana, Stafa se convirtió en un objetivo de las fuerzas de ocupación italianas y tuvo que huir a las afueras de Tirana. El 5 de mayo de 1942, con solo 22 años, fue abordado por la policía y posteriormente abatido cuando intentaba escapar. Con la instauración de la República Popular de Albania en 1946, el nuevo gobierno le nombró Héroe del Pueblo y convirtió el aniversario de su muerte en el «Día de los Mártires» por la liberación de la ocupación italiana. Qemal Stafa es una de las pocas figuras comunistas albanesas cuya reputación no se ha visto afectada tras la caída del hoxhaísmo, y ha sido homenajeado a título póstumo con calles, plazas y el nombre del principal estadio deportivo de Tirana hasta 2016.